# Lac Obalski
Lac Obalski är en sjö i Kanada.   Den ligger i regionen Abitibi-Témiscamingue och provinsen Québec, i den sydöstra delen av landet, 400 km norr om huvudstaden Ottawa. Lac Obalski ligger 288 meter över havet. Arean är 21,4 kvadratkilometer. Den sträcker sig 9,6 kilometer i nord-sydlig riktning, och 6,1 kilometer i öst-västlig riktning.
I omgivningarna runt Lac Obalski växer i huvudsak blandskog. Runt Lac Obalski är det ganska glesbefolkat, med 30 invånare per kvadratkilometer.